# Saint-Pierre-de-Chartreuse
Saint-Pierre-de-Chartreuse település Franciaországban, Isère megyében. Lakosainak száma 935 fő (2022. január 1.). Saint-Pierre-de-Chartreuse Saint-Pierre-d’Entremont, Proveysieux, Saint-Christophe-sur-Guiers, Saint-Ismier, Saint-Joseph-de-Rivière, Saint-Laurent-du-Pont, Saint-Nazaire-les-Eymes, Le Sappey-en-Chartreuse, Sarcenas, Plateau-des-Petites-Roches és La Sure en Chartreuse községekkel határos.

## Népesség
A település népessége az elmúlt években az alábbi módon változott:
| Lakosok száma | 641  | 563  | 650  | 851  | 1016 | 1028 | 1015 | 962  | 950  | 935  |
|               | 1968 | 1982 | 1990 | 2006 | 2013 | 2015 | 2017 | 2019 | 2020 | 2022 |